# Jiří Kraus
Jiří Kraus (25. května 1935 Praha – 23. října 2022 Hradčany[zdroj⁠?!]) byl český jazykovědec, lexikograf, překladatel z ruštiny a profesor Fakulty sociálních věd Univerzity Karlovy v Praze. Po absolvování obchodní akademie vystudoval češtinu a ruštinu na VŠRJL v Praze. V letech 1994–2002 byl ředitelem Ústavu pro jazyk český Akademie věd České republiky, profesorem byl jmenován v roce 1995. Byl členem spolku českých stenografů.

## Publikace

### Vlastní tvorba
- Kvantitativní rozbor řídícího stylu, 1966
- Přirozený jazyk v informačních systémech, 1974
- Úvod do stylistiky pro informační pracovníky, 1977
- Rétorika v dějinách jazykové komunikace, 1981
- O jazyce a stylu pro informační pracovníky, 1987
- Praktické kapitoly z českého jazyka, 1992, ISBN 80-900147-4-7
- Akademický slovník cizích slov, Díl 1 (A–K), 1995, ISBN 80-200-0523-4, spolu s Věrou Petráčkovou a kolektivem autorů
- Akademický slovník cizích slov, Díl 2 (L–Ž), 1995, ISBN 80-200-0524-2, spolu s Věrou Petráčkovou a kolektivem autorů
- Akademický slovník cizích slov (A–Ž), 1997, ISBN 80-200-0607-9, spolu s Věrou Petráčkovou a kolektivem autorů
- Rétorika v evropské kultuře, 1998, ISBN 80-200-0659-1
- Písemnosti v našem životě, 2005, ISBN 80-7168-920-3
- Nový akademický slovník cizích slov A–Ž, 2005, ISBN 80-200-1351-2 (váz.), ISBN 80-200-1415-2 (chyb.)
- Člověk mluvící, 2011, ISBN 978-80-7335-258-5

### Překlady
- NĚKRASOV, Viktor: V stalingradských zákopech, 1973
- MSTISLAVSKIJ, Sergej: Opásán ocelí, 1978
- NIKOLSKIJ, Leonid Borisovič a ŠVEJCER, Aleksandr Davidovič: Úvod do sociolingvistiky, 1983